# ナビラ・ベナティア
ナビラ・ベナティア（Nabilla Benattia、1992年2月5日 - ）は、フランス出身のタレント、モデル。

## 出演

### テレビ
- l'Amour est aveugle
- les Anges de la télé-réalité
- Hollywood Girls